# Робітниче слово (двотижневик УСДП)
«Робітниче Слово» — двотижневик, орган соціалістичної фракції УСДП.
Виходив у Торонто 1915—1918 (до 1916 як місячник п. н. «Свідома Сила»); видавець і редактор Іван Стефаницький; співредактор Г.Мак, Д.Бориско, Павло Крат.
Видання було деякий час в опозиції до газети «Робочий Народ» і підтримувало соціалістичні самостійницькі партії в Україні; видавало чимало соціялістичних пропагандивних брошур. Заборонене урядом Канади.